# イサザアミ
イサザアミ（学名：Neomysis awatschensis (Brandt, 1851)） は、アミ目アミ科イサザアミ属の一種。

## 形態
体長1センチメートルほどで、典型的なアミ類の形態をしており、頭胸甲の先端が丸く、尾節についても丸みのある長三角形の形をしている。
側縁に約20本程度の刺が並び、末端には長短1対ずつの棘が存在する。

## 分布
日本各地の汽水域、淡水域を生息地としている。また、世界的にはロシアのシベリア、北アメリカ太平洋側沿岸域にも分布している。

## 分類
本属のアミは本種のみでなく、日本では5種が報告されており、地域によっては複数種が同じ水域に棲息している。

## 利用
古くより食用とされ、佃煮、天ぷら、煮物やその他かき揚げ等にもされ食されている。飼料として生体、または冷凍したものを「ホワイトシュリンプ」の名称で販売されている。